# Muži ve zbrani
Muži ve zbrani (v originále Men at Arms) je humoristická fantasy kniha Terryho Pratchetta, patnáctá ze série Zeměplocha. V angličtině byla poprvé vydána v roce 1993 s obalem kresleným Joshem Kirbym, český překlad Jana Kantůrka vyšel v roce 1997.

## Obsah
Knihu Muži ve zbrani by bylo možné označit za „fantasy detektivku“ - jedná se o v podstatě klasický příběh policejního vyšetřování vraždy (později série vražd), prostředí fiktivního světa Zeměplochy tvoří pouze zajímavý a barvitý rámec příběhu.
Vyšetřování vraždy významného člena komunity ankh-morporských trpaslíků vede členy nově posílené Městské hlídky v čele se Samuelem Elániem postupně ke zjištění, že z muzea v Cechu vrahů se ztratil významný a vysoce nebezpečný artefakt - střelná zbraň (ručnice) podobná dnešním puškám (v prostředí Zeměplochy se jedná o nevídanou věc, vrcholem válečné techniky jsou zde samostříly).
Postupně vychází najevo, že zbraň má zhoubný vliv na svého majitele - nutí ho k zabíjení lidí, kteří mu jakkoliv překážejí v jeho (klidně i mírumilovných a nezávadných) cílech. Vrazi jsou v jistém smyslu tedy sami oběťmi moci tohoto vynálezu.
Městská hlídka navzdory mnoha překážkám, včetně všeobecné neúcty a silného politického tlaku na zametení celého případu pod stůl, nakonec vše (jak je ostatně v řadě knih o Městské hlídce zvykem) úspěšně vyřeší.